# Stephen Gardiner
Stephen Gardiner (c. 1497 - 12 de novembro de 1555) foi um político e bispo católico inglês durante o período da Reforma inglesa, que atuou como Lord Chanceler durante o reinado da rainha Maria I de Inglaterra.
Foi um dos principais expoentes do conservadorismo na primeira geração da Reforma Inglesa. Embora apoiasse as políticas antipapais de Henrique VIII, Gardiner rejeitou a doutrina protestante e, finalmente, apoiou o severo catolicismo romano da rainha Maria I.

## Biografia
Filho de um fabricante de tecidos de Bury St Edmunds, Suffolk. Formou-se em Direito Civil em 1517-18, Doutorado em Direito Civil em 1520 e Doutorado em Direito Canônico em 1521 pela Universidade de Cambridge. Tornou-se secretário do Cardeal Wolsey em 1525 e capelão do rei. Mestre de Trinity Hall (1525-1549). Em 1528-1529 foi enviado em missões ao Papa Clemente VII para negociar a anulação do casamento de Henrique com Catarina de Aragão. Como recompensa por seus serviços, Gardiner foi nomeado secretário principal de Henrique em 1529, Arquidiácono de Norfolk, 1529-31, e depois de Leicester em 1531, e bispo da sé mais rica da Inglaterra em setembro de 1531.
Nomeado Bispo de Winchester em 20 de outubro de 1531, no pontificado do Papa Clemente VII, foi ordenado em 3 de dezembro do mesmo ano.
Gardiner, no entanto, não conseguiu ganhar a confiança do rei, que o ignorou em 1532 para nomear como seu arcebispo de Canterbury a Thomas Cranmer, que se tornaria um renomado reformador protestante. Dois anos depois, o principal conselheiro de Henrique, Thomas Cromwell, tirou Gardiner de sua secretaria. Assim, o bispo se tornou o inimigo inveterado de Cromwell e Cranmer. Gardiner recuperou algum favor na corte ao publicar seu Episcopi de vera obedientia oratio (1535; “Discurso do Bispo sobre a Verdadeira Obediência”), um tratado atacando o papado e defendendo a supremacia real sobre a Igreja da Inglaterra.
Em 1539, no entanto, o bispo Gardiner liderou a reação conservadora que, por meio do Ato dos Seis Artigos, exigia que todos os ingleses obedecessem aos principais princípios da doutrina católica romana. Gardiner e seu colega ocasional Thomas Howard, 3º duque de Norfolk, tiveram uma mão em trazer a queda de Cromwell em junho de 1540, e ele então sucedeu Cromwell como chanceler de Cambridge. Depois disso, Henrique VIII manteve Gardiner em seu conselho real para conter as simpatias protestantes de alguns de seus outros conselheiros, mas ele não permitiria que o bispo levasse Cranmer a julgamento por acusações de heresia. Gardiner também foi frustrado em sua campanha para destruir a rainha Catarina Parr, e Henrique não o nomeou para o conselho de regência de seu filho Eduardo.
Durante o rápido avanço em direção ao protestantismo que ocorreu após a ascensão de Eduardo VI, Gardiner foi enviado para a prisão por se recusar a fazer cumprir as injunções reformistas de Cranmer. Embora libertado em janeiro de 1548, ele foi preso na Torre de Londres em junho e permaneceu lá até a morte de Eduardo, sendo privado de seu bispado no final de 1550, bem como de todos os cargos.
Após a ascensão da católica Maria I ao trono, Gardiner foi restaurado à sua sé em agosto de 1553 e nomeado lorde chanceler. Também voltou à posição de Mestre de Trinity Hall e Chanceler de Cambridge. Foi admitido na sociedade Gray's Inn em 1555.

Embora tivesse se tornado, de fato, ministro-chefe do reino, ele estava em uma posição difícil porque se sentia fora de sintonia em uma corte cada vez mais orientada para Roma e - depois que Maria se casou com o filho do Sacro Imperador Romano Carlos V, Filipe (Rei Filipe II da Espanha) - para a Espanha. Gardiner aprovou a severa perseguição aos protestantes que começou no início de 1554; apesar disso, tentou, sem sucesso, salvar Cranmer e outros da fogueira. Ele morreu dois anos antes do fim das perseguições.